# الحيفة (أرحب)

تعديل مصدري - تعديل

الحيفة هي إحدى قرى عزلة زندان بمديرية أرحب التابعة لمحافظة صنعاء، بلغ تعداد سكانها 379 نسمة حسب تعداد اليمن لعام 2004.